# Пехота выбранецкая

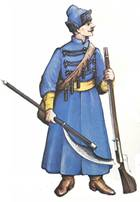
Польский пехотинец, 1683 год

Пехота выбранецкая (пол. Piechota wybraniecka) — наборная пехота, составная часть кварцяного и компутового войска Речи Посполитой, которую набирали в королевских землях.
По образцу своего родного Семиградья король Стефан Баторий ввёл в 1578 году в Короне (с 1595 года в Литве) подразделения пехоты выбранецкой, в которые набирали одного крестьянина с 20-ти ланов земли, при этом король планировал ввести воинскую повинность для всех крестьян в королевских землях. Доброволец, который должен был быть храбрым и пригодным для военной службы, получал своё хозяйство и освобождался от всех повинностей. С началом войны по первому зову ротмистра он должен был явиться к нему в голубом мундире стандартного покроя с ружьём, саблей, секирой с длинным черенком, порохом, свинцом для пуль и другим снаряжением. С этого момента он начинал получать плату равную плате наёмного пехотинца. В мирный период ротмистр раз в три месяца проводил сборы для обучения своих подчинённых. Тем не менее, уровень подготовки пехотинцев был невысок, и в основном их использовали для земляных работ. Нередко выбранецкие крестьяне подкупали ротмистров для уклонения от участия в военных действиях.
Арендаторы в королевских землях как правило саботировали набор крестьян в пехоту, и её численность в Короне не превышала 2 тысяч, в Литве несколько сотен. Во второй половине XVII века их численность не превышала тысячи. Первый раз в боях выбранецкую пехоту Стефан Баторий использовал в ходе боёв за Великие Луки и Псков (во время войны с Русским царством 1577—1582).
Сейм 1726 года одобрил замену выбранецкой пехоты налогом с сельскохозяйственных земель, обрабатываемых крестьянами нёсшими ранее данную службу. На эти средства в 1729 году было завербовано 350 пехотинцев.